# Justice (album de Rev Theory)
Pour les articles homonymes, voir Justice (homonymie).
Albums de Rev Theory
Light It Up
(2008)
Justice est le troisième album studio du groupe Rev Theory sorti en 2011.

## Liste des titres
Les onze pistes de cet album sont :
| No  | Titre             | Durée |
| --- | ----------------- | ----- |
| 1.  | Dead In A Grave   | 3:59  |
| 2.  | Justice           | 3:19  |
| 3.  | Hangman           | 3:19  |
| 4.  | The Fire          | 4:09  |
| 5.  | Loaded Gun        | 3:20  |
| 6.  | Guilty By Design  | 3:53  |
| 7.  | Enemy Within      | 3:45  |
| 8.  | Wicked Wonderland | 3:45  |
| 9.  | Say Goodbye       | 3:51  |
| 10. | Never Again       | 4:40  |
| 11. | Hollow Man        | 4:07  |